# Dawda Jallow (Imam)
Alhaji Cherno Dawda Jallow CRG (* um 1940 oder um 1930 in Bathurst; † 29. September 2010 in Banjul) war ein gambischer Imam und Radioprediger.

## Leben
Dawda Jallow war ein großer Schüler des Alhaji Cherno Baba Jallow von Kerr Cherno in Upper Niumi.
In Banjul war er Imam der Moschee der Polizeikaserne (englisch Police line mosque (oder: Police Barracks mosque)). Er widmete sein ganzes Leben der Lehre und der Predigt des Islam, war aber auch für sein aktives Engagement in sozialen und islamischen Aktivitäten bekannt. Der verstorbene Imam war der Anführer der Fula-Gemeinschaft im Land, der am Koriteh-Tag (Fest des Fastenbrechens) während des Anstandsbesuchs der religiösen Führer beim Präsidenten im State House immer im Namen der Fulas sprach.
Der breiten gambischen Bevölkerung war er als langjähriger Prediger des „Waju Islam“ des Gambia Radio & Television Service (GRTS) bekannt. Jallow begann seine Tätigkeit beim Radio Gambia 1975, als Nachfolger des verstorbenen Alhaji Kula Jallow, und predigte seitdem freitags von 8.30 Uhr bis 9.00 Uhr in der Sprache Fula im Radio.
Sein Gesundheitszustand zwang ihn 2009, mit der Predigt im Radio aufzuhören. Jallow starb 70-jährig in seiner Residenz in der Polizeikaserne von Banjul und wurde auf dem Old Jeshwang Cemetery bestattet. Jallow war mit zwei Frauen verheiratet und hatte acht Kinder.

## Auszeichnungen und Ehrungen
- 2009: Commander of the Order of the Republic of The Gambia (CRG)[3]
- 2016 – July 22nd Revolution Award[4]